# 基姆薩瓦伊利亞山
基姆薩瓦伊利亞山（Kimsa Waylla），是玻利維亞的山峰，位於該國南部波托西省，處於波托西以東，屬於安第斯山脈中波托西山脈的一部分，海拔高度約4,980米。